# Liste der Regionalstraßen in Italien

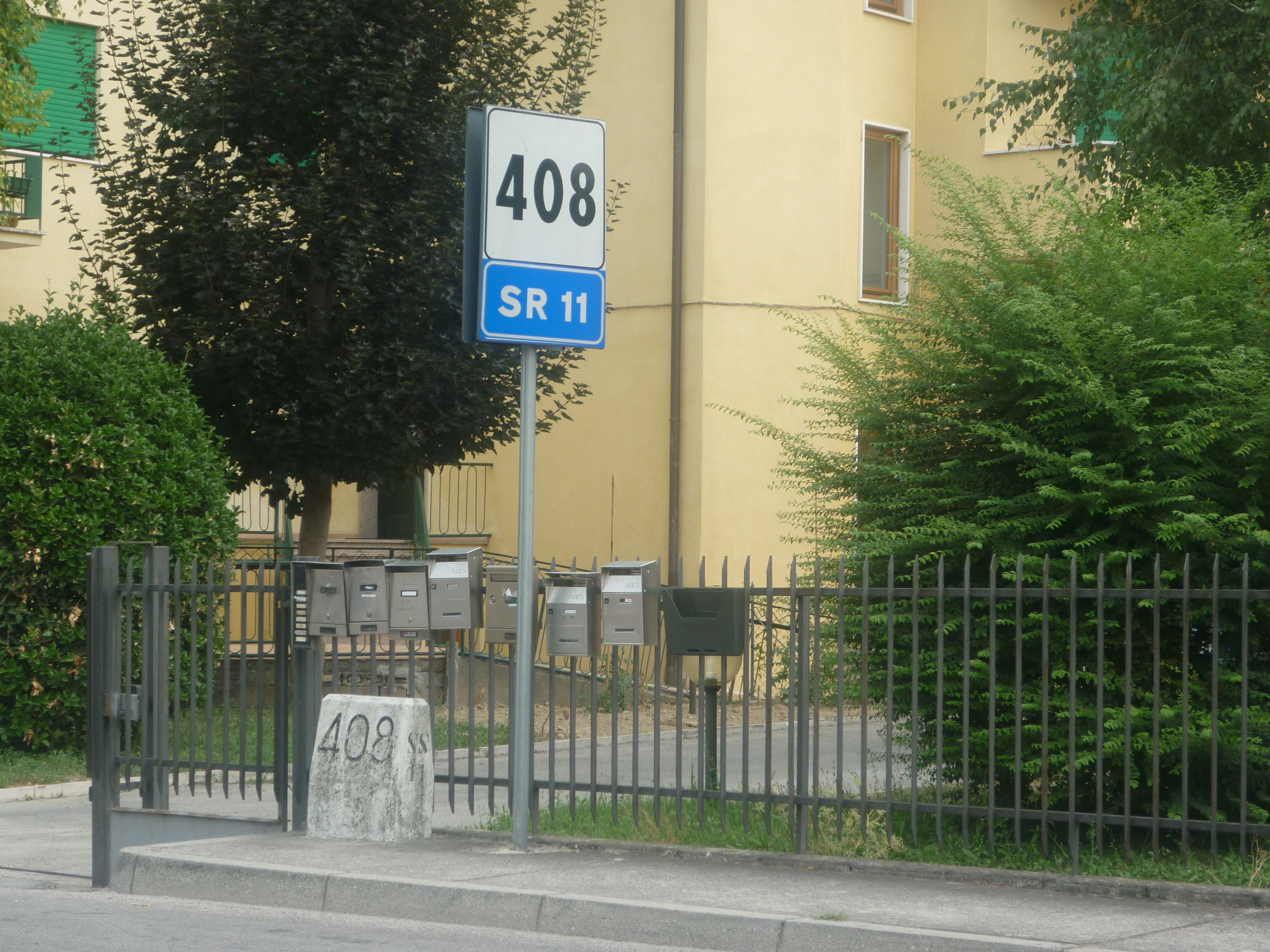
Strada regionale 11

In Italien sind alle Regionalstraßen oder Strada Regionale (kurz SR) nach einer Reihenfolge sortiert.

## SR 1 – SR 50
| Nummer | Bezeichnung                        | Verlauf                             | Länge   | Karte |
| ------ | ---------------------------------- | ----------------------------------- | ------- | ----- |
|        | Del Colle di Tenda e di Valle Roja | La Loggia () – Carmagnola           | 21,8 km |       |
|        | Grappa e passo Rolle               | – Grenze Venetien-Trentino-Südtirol | 14,7 km |       |

## SR 51 – SR 100
| Nummer | Bezeichnung | Verlauf                                | Länge   | Karte |
| ------ | ----------- | -------------------------------------- | ------- | ----- |
|        |             | Badia Polesine – Lendinara – Rovigo () | 22,4 km |       |
|        | Trevisomare | Treviso – Osteria Minetto              | 17,4 km |       |

## SR 101 – SR 200
| Nummer | Bezeichnung     | Verlauf                       | Länge   | Karte |
| ------ | --------------- | ----------------------------- | ------- | ----- |
|        | Via del Mare    | San Bortolo () – Concadalbero | 27,7 km |       |
|        | Cavarzere-Romea | – Cantarana                   | 6,3 km  |       |

## SR 201 – SR 300
| Nummer | Bezeichnung | Verlauf                                                         | Länge   | Karte |
| ------ | ----------- | --------------------------------------------------------------- | ------- | ----- |
|        | Agordina    | Sedico – Agordo – Caprile – Cernadoi                            | 59,2 km |       |
|        | Nocerina    | Nocera Inferiore – Castel San Giorgio () – Mercato San Severino | 14,5 km |       |

## SR 301 – SR 400
| Nummer | Bezeichnung | Verlauf                     | Länge   | Karte |
| ------ | ----------- | --------------------------- | ------- | ----- |
|        |             | – Mariano del Friuli        | 4,2 km  |       |
|        |             | Castelfranco Veneto – Padua | 28,0 km |       |

## SR 401 – SR 500
| Nummer | Bezeichnung | Verlauf             | Länge  | Karte |
| ------ | ----------- | ------------------- | ------ | ----- |
|        |             | Caprioli – Palinuro | 7,5 km |       |

## SR 501 – SR 600
| Nummer | Bezeichnung    | Verlauf                                 | Länge   | Karte |
| ------ | -------------- | --------------------------------------- | ------- | ----- |
|        | Salto Cicolana | Rieti – Corvaro () – Magliano de’ Marsi | 63,8 km |       |

## SR 601 – SR 700
| Nummer | Bezeichnung | Verlauf                                         | Länge   | Karte |
| ------ | ----------- | ----------------------------------------------- | ------- | ----- |
|        | Sabina      | Galantina – Stimigliano Scalo – Magliano Sabina | 23,3 km |       |